# مسابقات فرمول یک فصل ۱۹۷۳
مسابقات فرمول یک فصل ۱۹۷۳ در سال ۱۹۷۳ میلادی برگزار شد. در این مسابقات جک استوارت (به انگلیسی: Jackie Stewart) از تیم تیرل و با خودروی فورد به قهرمانی رسید وی که در آغاز مسابقه در خط ۳ قرار داشت، بهترین زمان خود را در دور ۱ به دست آورد و در مجموع صاحب ۷۱ امتیاز شد.